# 涅伊特
奈斯神“Neith”(/neɪθ/ 或/niːθ/，也拼写为尼特“Nit”、涅特“Net”或涅伊特“Neit”)是一位早期埃及神殿中的女神，塞易斯城的守护神，该城早在第一王朝起，就成为埃及尼罗河三角洲西部地区涅伊特的崇拜中心，它的古埃及名称叫扎乌(Zau)。
涅伊特也是古埃及南部城市“Ta-senet”或“Iunyt”现称为伊斯纳，希腊文称为“莱托波利斯”(Latopolis)(位于尼罗河西岸，卢克索(Luxor)以南约55公里处，现今的基纳省“Qena Governorate”)的三位守护神之一。

## 名称和象征
涅伊特是狩猎和战争女神，她的象征物是一只盾牌，上面交叉着两支箭，该符号也塞易斯城的标志。在埃及艺术中这一象征物显示在她的头顶上。作为战争女神，她曾说要让战士的武器在死后保护他们的身体。
涅伊特兼有男性神和女性神的特征，她的名字也可被解释为指水。随着时间的推移，这导致了她被认为是创造原始水的化身，负有造物神的使命，是众神和人类的创造者，被称作“众父之父和众母之母”。
涅伊特的象征物及她圣书体名的一部分，还类似一台织布机，因此，在后来的埃及神话史中，她也就成为了编织女神，并获得了该种传说中的名字“涅伊特”-“织工”的意思。这时她作为一名创造者的角色已从“水”变为了“编织世界”之神，并且一切都存在于她的织机之中。
在艺术形象中，涅伊特有时呈现为一名头顶织梭、手拿弓箭的妇女。其他时候，则被描绘成一位狮首或蛇首、牛首女身的妇女。
有时，涅伊特被描绘成一名给鳄鱼哺乳的妇女，她的称号是“鳄鱼保姆”。作为拉神的母亲，她有时被称为“生下拉神的母牛”。
涅伊特还被认为是一名智慧女神，曾对荷鲁斯和塞特之争进行了仲裁。

## 属性

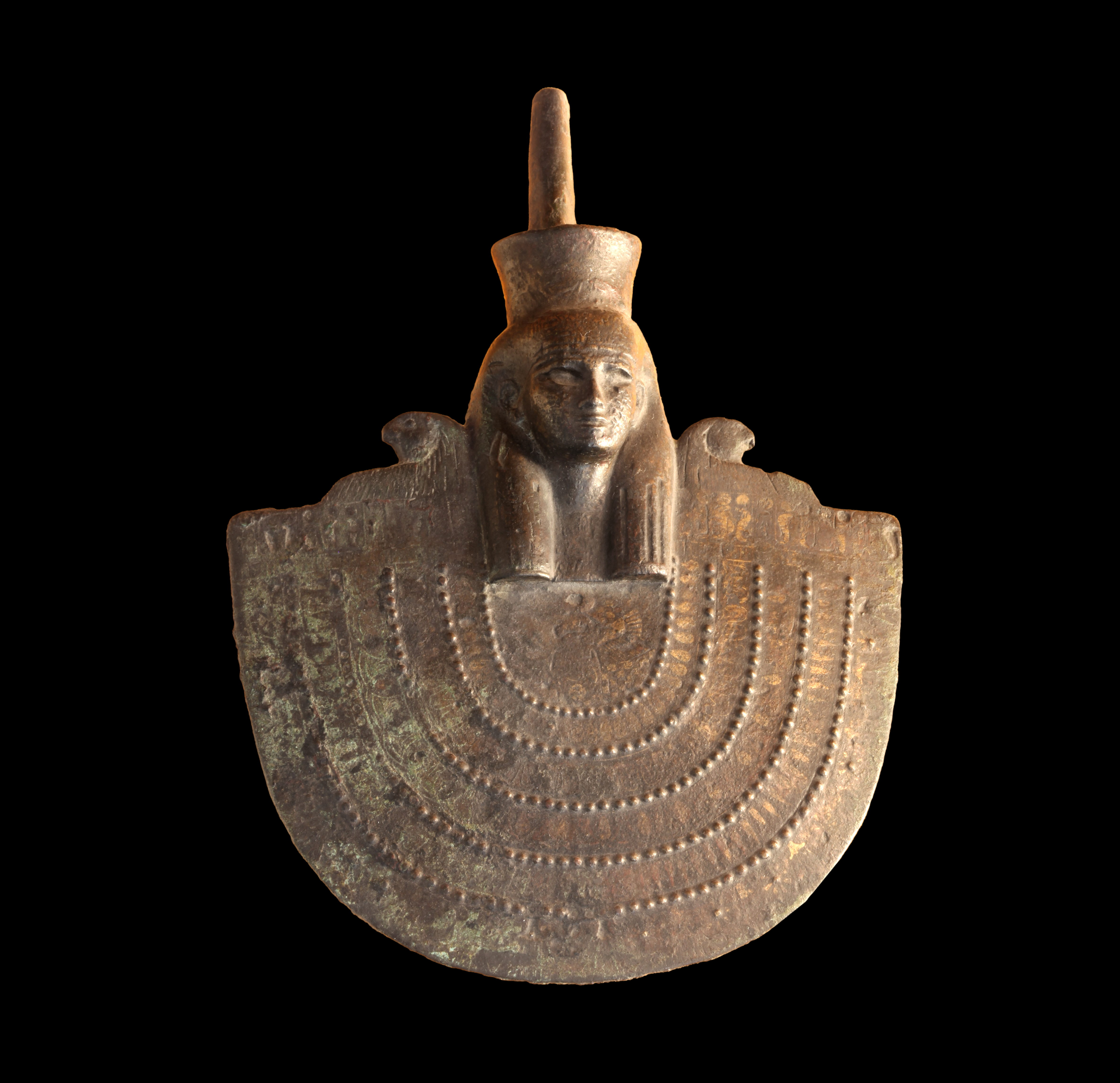
涅伊特之盾,埃及第二十六王朝. 里昂美术馆

由于涅伊特是编织女神、妇女保护神及婚姻守护神。所以，古埃及贵妇常以“涅伊特”为自己取名。另一方面，由于她也是战争女神，因此产生了一些与死亡有关的附加联系。有人说，她编织的是作为礼物送与死者木乃伊所穿戴的绷带和殓衣。因而，她开始被视为荷鲁斯四子之一，具体指多姆泰夫(Duamutef)的保护神-存放胃的瓷罐的神化。因为腹部(常被误认为与胃相关)是战斗中身体最脆弱的部分，也是一个主要的攻击目标。有人说，她会向任何胆敢攻击所保护瓷罐的邪灵发射弓箭。

## 脚注
1. ↑  《世界神话辞典》，“涅伊特<埃及>”，第759页，辽宁人民出版社，1989年
2. ↑  Shaw & Nicholson, op, cit., p.250
3. ↑  The Way to Eternity: Egyptian Myth, F. Fleming & A. Lothian, p. 62.
4. ↑  《世界神话辞典》，“霍尔诸子<埃及>”，第1033页，辽宁人民出版社，1989年